# 石原直
石原 直（いしはら ただし、1943年 - ）は、日本の実業家。ホテルオークラ東京元総支配人、ホテルオークラ元常務取締役、ホテルオークラ新潟元社長、芝パークホテル元会長・社長、藤田観光元副社長兼事業本部長、フォーシーズンズホテル東京元総支配人、NPO法人観光情報流通機構理事長、国連CE/FACT日本委員。

## 人物・経歴
1943年生まれ。立教大学経済学部卒業。大学卒業後、ホテルオークラに入社し、ホテルへの情報管理システム導入に取り組み、ホテルの情報システム化の草分けとして活躍する。
同社システム開発室長に就き、他ホテルへも情報システムを販売するなど業界のシステム化に貢献した。同社取締役社長室長に就任すると、都市ホテルとしては世界で始めてISO9001の認証取得を主導。同社では、25年にわたりICTを担当した。
ホテルオークラ常務取締役兼ホテルオークラ東京総支配人を始め、ホテルオークラ新潟社長、芝パークホテル会長・社長、藤田観光副社長兼事業本部長、フォーシーズンズホテル東京総支配人を歴任。
ホテルでの業務のかたわら、立教大学社会学部、観光学部にて15年間にわたり兼任講師として後進の指導にあたり、慶応義塾大学理工学部管理工学科、早稲田大学商学部、国際教養大学等でも非常勤講師も務めた。
公職としては、運輸省(現・国土交通省)や経済産業省、資源エネルギー庁など各種委員会で委員を務めた。
その他、NPO法人観光情報流通機構理事長としても、地方自治体の観光政策策定などにかかわるとともに、目白大学、筑波学院大学で客員教授として、ホテル産業に加えて観光促進の分野で広く活躍する。
国際観光学会会員。国連CE/FACT(貿易促進会議)日本委員としても、アジア各国と観光情報発信の標準化を促進している。

## 主な著書
- 『接客サービスのマネジメント』日本経済新聞出版 2012/5/1
- 『一流の品格をつくるホテルオークラの流儀』KADOKAWA 2016/7/14